# Fonobo
Fonobo (styl. FONOBO), rzadziej Fonobo Label – polska wytwórnia muzyczna powstała w 2010 roku. Wytwórnia zyskała popularność po sukcesie Ralpha Kaminskiego.
26 maja 2020 wydawnictwo uruchomiło projekt Fonobo Pitcher, skierowany do młodych i początkujących piosenkarzy.

## Artyści
| Pseudonim           | Początek współpracy             | Najważniejsze osiągnięcia                                                                   | Zdjęcie |
| ------------------- | ------------------------------- | ------------------------------------------------------------------------------------------- | ------- |
| Ralph Kaminski      | 2015; „Zawsze”                  | zob. Dyskografia Ralpha Kaminskiego oraz Ralph Kaminski w sekcji Nagrody i wyróżnienia      |         |
| Jann                | 2020; „Do You Wanna Come Over?” | 2. miejsce w polskich preselekcjach do 67. Konkurs Piosenki Eurowizji z utworem „Gladiator” |         |
| Stach Bukowski      | 2019; „Lew”                     | Przebój roku Antyradia za utwór „Lew”                                                       |         |
| Faustyna Maciejczuk | 2020; 2021; Przebudzenie EP     | Niebieski Mikrofon 2020 Polskiego Radia Białystok                                           |         |
| Maria Tyszkiewicz   | 2019; „Ufam sobie”              | Zob. Maria Tyszkiewicz                                                                      |         |